# Cnematoplatys torricellensis
Cnematoplatys torricellensis är en skalbaggsart som beskrevs av Zdzisława Stebnicka 1998. Cnematoplatys torricellensis ingår i släktet Cnematoplatys och familjen Aphodiidae. Inga underarter finns listade i Catalogue of Life.